# 伊瓜塔马

伊瓜塔馬在米納斯吉拉斯州的位置

伊瓜塔马是巴西米纳斯吉拉斯州的一个市镇。该市镇总面积627.819平方公里，总人口7632人，人口密度12.2人/平方公里。